# José Cubero Sánchez

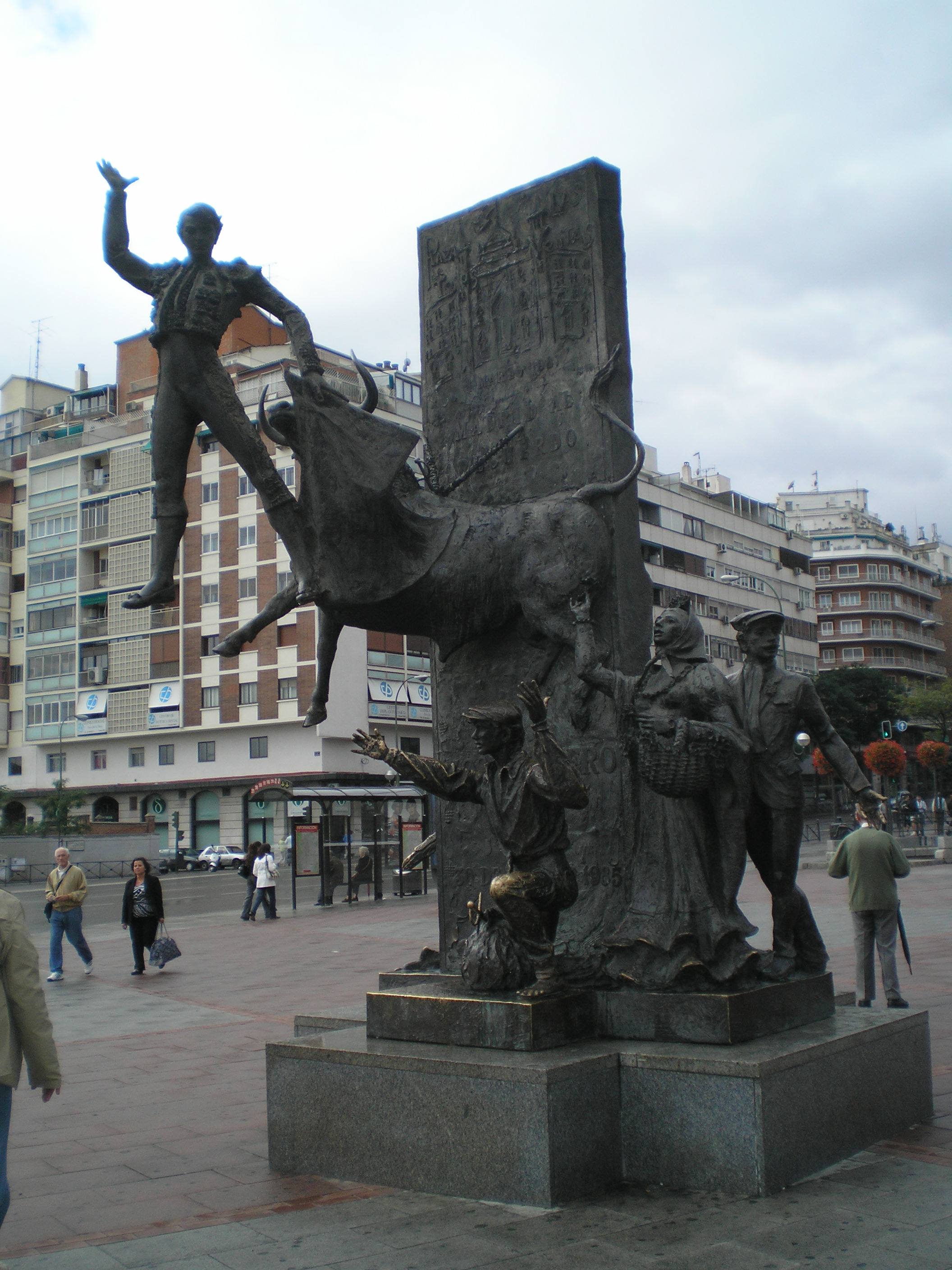
José Cubero Sánchez

José Cubero Sánchez, genannt „El Yiyo“ (* 16. April 1964 in Bordeaux, Frankreich; † 30. August 1985 in Colmenar Viejo, Provinz Madrid) war ein bekannter spanischer Torero.

## Leben
Geboren in Frankreich als Sohn spanischer Emigranten, zog er bald nach der Geburt mit seinen Eltern zurück nach Madrid, wo er im Stadtteil Canillejas aufwuchs und zur Schule ging. In Madrid wurde er zudem Schüler an der berühmten Stierkämpferschule, der „Escuela Nacional de Tauromaquia“.
Sein Debüt als Novillero hatte er 1980 im Alter von 16 Jahren. Die Beförderung zum Matador de Toros, die Alternativa, erfolgte am 30. Juni 1981 in der Stierkampfarena in Burgos. Die feierliche Bestätigung dieser Beförderung, die confirmación, erfolgte am 27. Mai 1982 in der wichtigsten Stierkampfarena Spaniens, in der Arena „Las Ventas“, in Madrid.
Er starb am 30. August 1985 im Alter von 21 Jahren: In der kleinen Stierkampfarena von Colmenar Viejo (Provinz Madrid) war er als Ersatz für den Stierkämpfer Curro Romero eingesprungen, der aus Krankheitsgründen an diesem Tag nicht kämpfen konnte. Beim sechsten und letzten Stier des Tages, „Burlero“, führte er zwar den Todesstoß (estocada) zielgenau aus, umlief den Stier jedoch in einem zu weiten Bogen nicht schnell genug, so dass dieser nach ihm stieß. Durch sein Ausweichen verlor der junge Stierkämpfer seine Standsicherheit und wurde vom sich wendenden Stier zu Boden gestoßen und anschließend auf die Hörner genommen. Dabei penetrierte das linke Horn des Stieres den Brustkorb von El Yiyo unterhalb des linken Schulterblatts bis in das Herz hinein.
Die sofort herbeieilenden Stierkämpferkollegen konnten ihn zwar vom Horn des bereits tödlich getroffenen, jedoch jetzt erhobenen Hauptes trabenden Stieres heben, er war aber nicht mehr zu retten. Seine letzten Worte waren: „Er hat mich getötet“. Wenige Minuten danach verstarb er.
Ihm zu Ehren wurde ein Standbild vor der Arena Las Ventas in Madrid errichtet.

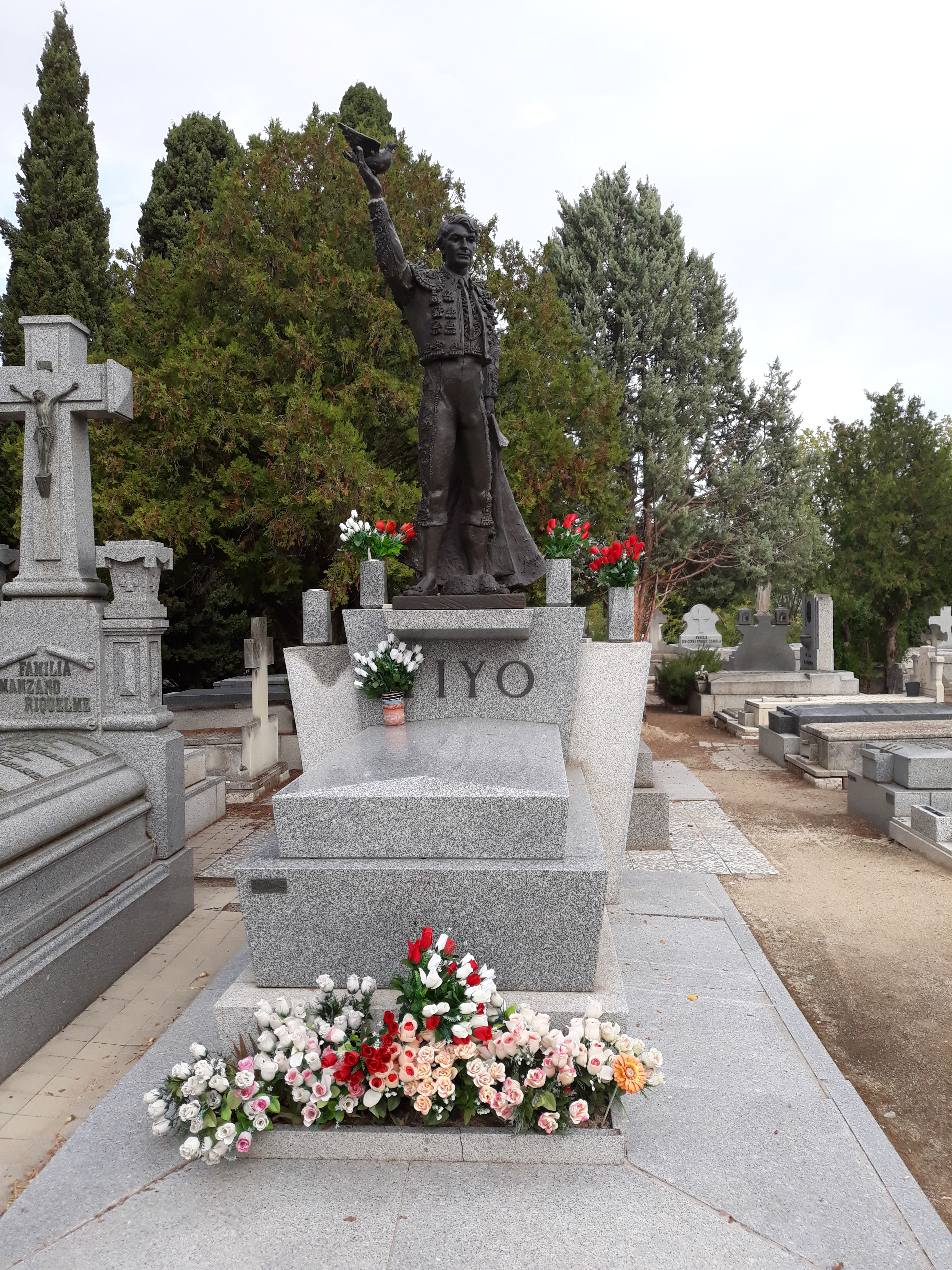
Grab von „El Yiyo“ auf dem Almudena-Friedhof in Madrid.